# اين روبرتس
اين روبرتس (بالإنجليزية: Wayne Roberts)‏ (14 أغسطس 1977 كيب تاون جنوب أفريقيا - ) هو لاعب كرة قدم جنوب أفريقي يلعب كحارس مرمى، شارك في كأس الأمم الأفريقية لكرة القدم 2004.

## وصلات خارجية
- اين روبرتس على موقع قاعدة بيانات كرة القدم.إي يو (الإنجليزية)
- اين روبرتس على موقع ناشيونال فوتبول تيمز (الإنجليزية)